# Андерс Свенссон
А́ндерс Све́нссон (швед. Anders Svensson; нар. 17 липня 1976, Гетеборг) — колишній шведський футболіст, півзахисник .
За понад двадцятирічну кар'єру гравця виступав лише у складі двох клубів — «Ельфсборга» та англійського «Саутгемптона», ставши разом з буроським клубом дворазовим чемпіоном Швеції та володарем навціонального кубку, та одного разу виграв суперкубок країни. У складі збірної Швеції Андерс є рекордсменом за кількістю зіграних матчів в історії, провівши 148 матчів.

## Клубна кар'єра
Почав займатись футболом у п'ять років в школі «Гульдхеденса» з рідного міста, де його батько Бертіл Свенссон працював тренером. У 1980 році Свенссон перейшов до школи «Хестрафорса», де грав протягом десяти років, після чого потрапив до академії «Ельфсборга».
Дорослу футбольну кар'єру розпочав 1993 року в основній команді того ж клубу, в якій провів вісім сезонів, взявши участь у 155 матчах чемпіонату.

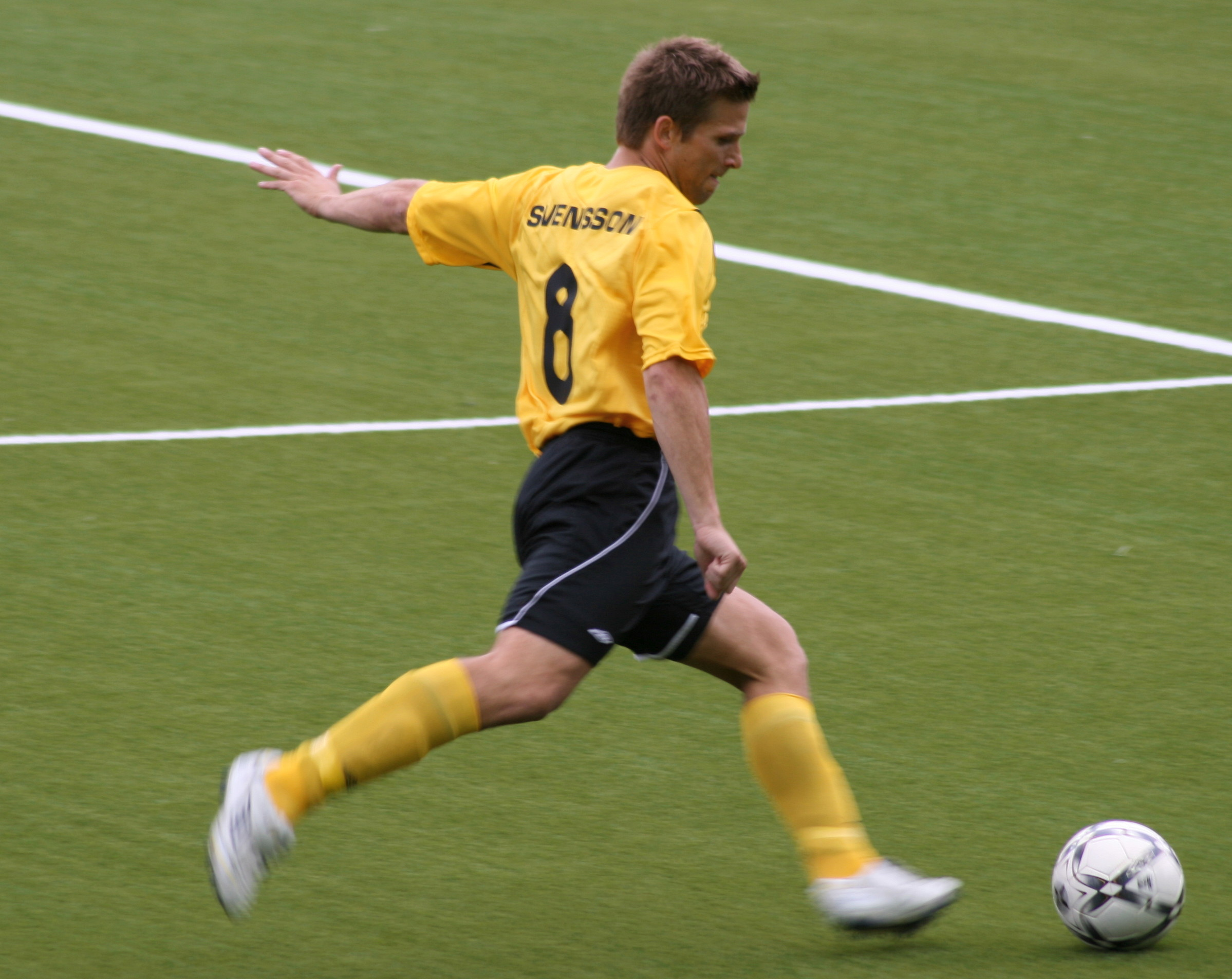
Андерс Свенссон під час виступів за «Ельфсборг». 19 липня 2008 року.

Своєю грою за цю команду привернув увагу представників тренерського штабу клубу «Саутгемптон», до складу якого приєднався 2001 року. Відіграв за клуб з Саутгемптона наступні чотири сезони своєї ігрової кар'єри. Більшість часу, проведеного у складі «Саутгемптона», був основним гравцем команди.
У 2005 році знову повернувся до «Ельфсборга» за 1,65 млн євро і став капітаном команди. У сезоні 2006 року зіграв у всіх матчах «Ельфсборга» в чемпіонаті, причому у всіх виходив у стартовому складі і лише в одному матчі був замінений;. В тому сезоні «Ельфсборг» став чемпіоном Швеції. За 11 сезонів встиг відіграти за команду з Буроса 266 матчів в національному чемпіонаті. Завершив професійну кар'єру футболіста виступами за команду «Ельфсборг» у 2015 році.

## Виступи за збірну

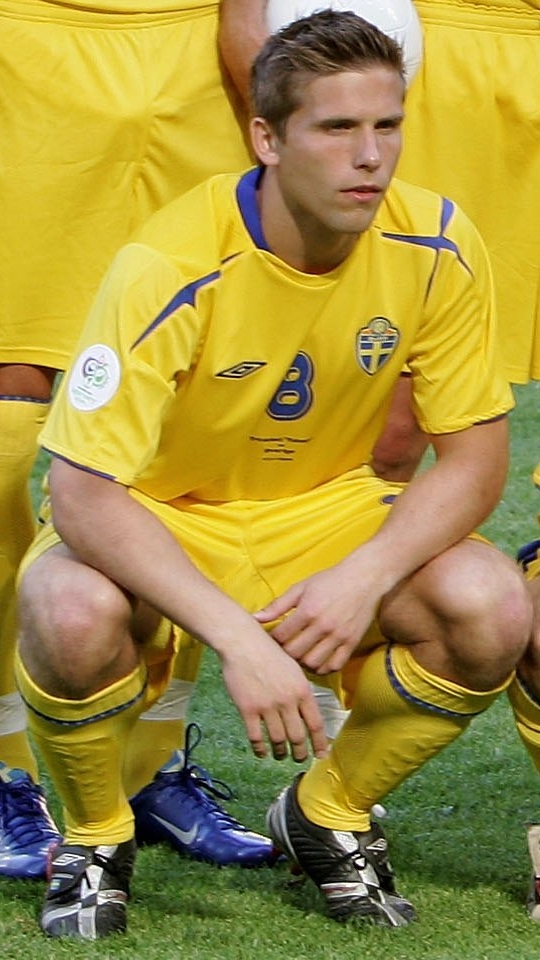
Андерс Свенссон у складі збірної на ЧС-2006

27 листопада 1999 року дебютував в офіційних матчах у складі національної збірної Швеції в товариській грі проти збірної Південної Африки.
У складі збірної був учасником чемпіонату світу 2002 року в Японії і Південній Кореї, чемпіонату Європи 2004 року у Португалії, чемпіонату світу 2006 року у Німеччині та чемпіонату Європи 2008 року в Австрії та Швейцарії і запам'ятався своїми дальніми ударами зі штрафних. На чемпіонаті світу 2002 забив гол дальнім ударом зі штрафного у ворота збірної Аргентини та віддав гольову передачу з кутового в матчі проти збірної Сенегалу. Забивав голи у відбіркових турнірах трьох чемпіонатів світу (2002, 2006, 2010) і двох чемпіонатів Європи (2004, 2008).
У відбірковому турнірі ЧЄ-2008 вніс вагомий внесок в успішний виступ збірної Швеції, зігравши в 11 матчах та забивши 2 голи. У товариському матчі проти Коста-Рики в січні 2008 року вперше вийшов на поле як капітан команди. На Євро-2008 зіграв у всіх трьох матчах збірної Швеції без замін.
9 вересня 2009 провів свій сотий матч за збірну, ним став відбірковий матч чемпіонату світу 2010 року проти Мальти.
2012 року взяв участь у третьому поспіль чемпіонаті Європи, цього разу в Україні і Польщі, на якому зіграв в усіх трьох матчах збірної.
6 вересня 2013 року Свенссон став рекордсменом за кількістю зіграних матчів в історії збірної Швеції, обійшовши Томаса Равеллі з його 143 матчами. В цьому ж матчі Андерс забив свій останній гол за збірну в матчі відбору на ЧС-2014 у ворота збірної Ірландії, допомігши своїй команді виграти з рахунком 2-1.
Свій останній поєдинок Свенссон провів 19 листопада 2013 року у матчі плей-офф за вихід на чемпіонат світу 2014 року проти збірної Португалії, в якому його команда програла з рахунком 2:3 і не потрапила на турнір. Після цього Андерс вирішив завершити міжнародну кар'єру. Всього на рахунку футболіста за 15 років у збірній 148 ігор, в яких він забив 21 гол.

## Досягнення
- Чемпіон Швеції (2):

«Ельфсборг»: 2006, 2012
- Володар Кубка Швеції (2):

«Ельфсборг»: 2000-01, 2013-14
- Володар Суперкубка Швеції (1):

«Ельфсборг»: 2007
- Фіналіст Кубка Англії (1):

«Саутгемптон»: 2002-03

## Особисте життя
З 2002 року протягом двох років зустрічався з данською фотомоделлю Анін Бінг. В червні 2007 року одружився з Еммою Юганссон.